# Michaił Zołotuchin
Michaił Iwanowicz Zołotuchin (ros. Михаил Иванович Золотухин, ur. 1904 w Sarapule w guberni wiackiej, zm. 17 października 1954 w Uralsku) – radziecki polityk, działacz partyjny.

## Życiorys
Od 1922 do 1925 odbywał służbę w Armii Czerwonej, później do 1933 był pomocnikiem dyrektora cementowni w Noworosyjsku, w 1929 został przyjęty do WKP(b). W 1933 został pomocnikiem szefa Wydziału Politycznego Stacji Maszynowo-Traktorowej, później do 1937 był dyrektorem Stacji Maszynowo-Traktorowej. W 1938 objął funkcję I sekretarza Komitetu Okręgowego WKP(b) w Kizlarze, 1939-1940 był zastępcą przewodniczącego Komitetu Wykonawczego Ordżonikidzewskiej Rady Krajowej, a 1940-1944 II sekretarzem Komitetu Krajowego WKP(b) w Ordżonikidzem/Stawropolu i jednocześnie komisarzem zjednoczonych oddziałów partyzanckich Kraju Ordżonikidzewskiego. Następnie został skierowany do pracy w Kazachskiej SRR, gdzie od czerwca 1944 do lipca 1947 był I sekretarzem Komitetu Obwodowego Komunistycznej Partii (bolszewików) Kazachstanu (KP(b)K) w Kustanaju, później 1947-1950 studiował w Wyższej Szkole Partyjnej przy KC WKP(b), od 1950 do stycznia 1954 był I sekretarzem Komitetu Obwodowego KP(b)K/KPK w Pawłodarze, a od stycznia 1954 do śmierci przewodniczącym Zachodniokazachstańskiej Obwodowej Rady Związków Zawodowych. Był odznaczony Orderem Czerwonej Gwiazdy i Orderem „Znak Honoru” (16 marca 1940).